# Carmel Muscat
Carmel Muscat (en maltés: Karmenu Muscat; Msida, Malta; 1 de noviembre de 1961 – Floriana, Malta; 29 de julio de 2025) fue un ciclista maltés especialista en ciclismo en ruta.

## Carrera
Participó en dos eventos de los Juegos Olímpicos de Moscú 1980, la prueba de ruta no la pudo concluir al igual que sus compañeros de equipo, mientras que el evento de contrarreloj por equipos finalizó en la posición 20 entre 23 equipos junto a Joseph Farrugia, Albert Micallef y Alfred Tonna.
Al retirarse del ciclismo pasó a ser instructor de manejo de transporte público en Naxxar.

## Muerte
Alrededor de las 13:45 del 29 de julio de 2025 Muscat quedó prensado entre un autobus Mercedes Citaro y una pared del Floriana Park & Ride luego de que el autobus vació se movió hacia él mientras estaba estacionado. Fue llevado al Mater Dei Hospital y poco tiempo después murió a causa de las heridas recibidas.